# Coccophagus albusus
Coccophagus albusus är en stekelart som beskrevs av Annecke och Insley 1974. Coccophagus albusus ingår i släktet Coccophagus och familjen växtlussteklar. Inga underarter finns listade i Catalogue of Life.